# 矢掛郵便局
矢掛郵便局（やかげゆうびんきょく）は、岡山県小田郡矢掛町にある郵便局。民営化前の分類では集配普通郵便局であった。

## 概要
住所：〒714-1299 岡山県小田郡矢掛町矢掛2683
民営化直前の、集配業務再編において、多くの集配普通郵便局は統括センターとなったが、当局は配達センターとされたため、民営化後も郵便事業株式会社の支店は併設されず、集配センターが併設された。

## 沿革
- 1872年1月14日（明治4年12月5日） - 矢掛郵便取扱所として開設[1]。
- 1873年（明治6年）4月 - 矢掛郵便役所となる。
- 1875年（明治8年）1月1日 - 矢掛郵便局（四等）となる。
- 1879年（明治12年）5月1日 - 為替取扱を開始。同年11月、貯金取扱を開始。
- 1900年（明治33年）4月11日 - 矢掛郵便電信局となる。
- 1903年（明治36年）4月1日 - 通信官署官制の施行に伴い矢掛郵便局となる。
- 1964年（昭和39年）10月16日 - 三谷郵便局から和文電報配達事務を移管[2]。
- 1967年（昭和42年）12月10日 - 電話交換および和文電報配達業務を矢掛電報電話局に移管。
- 1981年（昭和56年）7月20日 - 特定郵便局から普通郵便局に局種改定。同日、小田郵便局および備中美川郵便局から集配業務のそれぞれ一部[3]を移管。
- 2000年（平成12年）8月14日 - 外国通貨の両替および旅行小切手の売買に関する業務取扱を開始。
- 2007年（平成19年）3月5日 - ゆうゆう窓口を廃止。
- 2007年（平成19年）10月1日 - 民営化に伴い、併設された郵便事業笠岡支店矢掛集配センターに一部業務を移管。
- 2012年（平成24年）10月1日 - 日本郵便株式会社発足に伴い、郵便事業笠岡支店矢掛集配センターを矢掛郵便局に統合。
- 2015年（平成27年）3月2日 - 美星郵便局から「714-14xx」区域の集配業務を移管。
- 2024年（令和6年）3月31日 - この日をもって、国際送金業務の取扱いを終了[4]。

## 取扱内容
- 郵便、印紙、ゆうパック、内容証明
- 貯金、為替、振替、振込、国債、投資信託
- 生命保険、バイク自賠責保険、自動車保険
- ゆうちょ銀行ATM
- 小田郡矢掛町内全域、井原市美星町（〒714-12xx、714-14xx）の集配業務

## 周辺
- 矢掛町役場
- 岡山県立矢掛高等学校
- 矢掛町立図書館・やかげ文化センター
- 矢掛町病院
- 国道486号
- 小田川

## アクセス
- 井原鉄道井原線 矢掛駅から徒歩約5分
- 井笠バス 矢掛停留所下車
- 山陽自動車道 鴨方ICから北へ約11km
- 駐車場あり：9台